# Hoplia minuscula
Hoplia minuscula är en skalbaggsart som beskrevs av Leon Fairmaire 1889. Hoplia minuscula ingår i släktet Hoplia och familjen Melolonthidae. Inga underarter finns listade i Catalogue of Life.